# Hawaii Healthy Start
Hawaii Healthy Start ist der Name eines staatlichen Programms in Hawaii. Ziel des Programms ist es, Kindesmisshandlung und Kindesvernachlässigung zu bekämpfen. Mütter wurden von geschulten Familienhelferinnen zuhause besucht. Diese helfen ihnen in Krisensituationen und geben Tipps, an welche Einrichtungen man sich bei Problemen wenden kann. Sie versuchen, die Problemlösungskompetenzen der Mütter zu stärken und klären über Kindererziehung auf.
Das Programm richtet sich an Mütter aus der Unterschicht, die Probleme mit Drogen oder psychische Probleme hatten oder selbst Kinder gewalttätiger Eltern waren.
Das Programm kostet pro Jahr 185 Millionen $.
Alle bisherigen Interventionen zeigten, dass das Programm vollkommen wirkungslos ist. Die Interventionsgruppe wurde mit einer Kontrollgruppe verglichen:
- Die Kinder waren gleich häufig wegen Misshandlungen im Krankenhaus
- Die Kinder mussten gleich oft in Pflegefamilien untergebracht werden
- Den zuständigen Behörden war bei beiden Gruppen gleich oft Kindesmisshandlung oder Vernachlässigung bekannt.

Angesichts dieser Tatsachen forderten Wissenschaftler, dass das Geld lieber in wirkungsvolle Interventionsprogramme gesteckt werden sollte.
Zu wirkungsvollen Programmen siehe auch kompensatorische Erziehung.